# Härvard Harpolekare

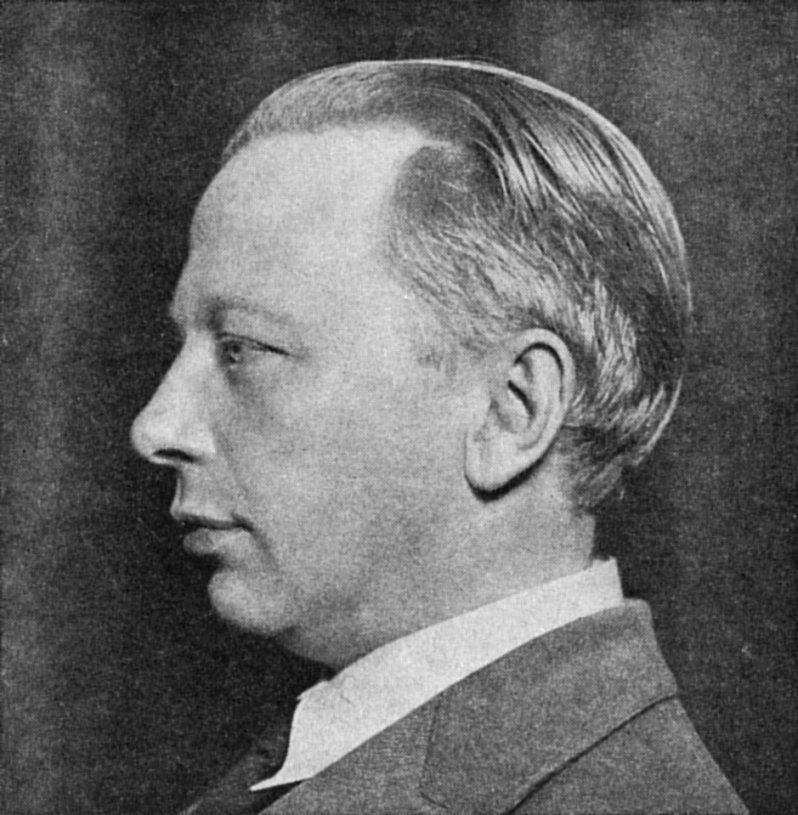
Kurt Atterberg

Härvard Harpolekare är en svensk opera i två akter (senare reviderad till tre akter som Härvards hemkomst 1954) med musik och libretto av Kurt Atterberg från 1919.

## Bakgrund
Atterberg hävdade tidigt med emfas att han var anhängare till den absoluta musiken, allt litterärt innehåll var av ondo. I linje med detta undvek han för det mesta att tonsätta texter och man hittar ytterst få romanser och körsånger, däremot ett par kantatliknande kompositioner som Eldbegängelsekantaten (Requiem), Det är sabbatsdag i bygden, Järnbärarland och Sången. En slående kontrast till detta är Atterbergs stora intresse för opera. Intresser väcktes tidigt och redan våren 1909 påbörjade han en Svanevitopera efter August Strindbergs drama. Detta blev en ofullbordad "regersk angelägenhet" med många influenser från Richard Strauss opera Salome, men han hade fått blodad tand och skulle återkomma med fem fullbordade operor.

## Historia
Tanken på en opera hade hos Atterberg väckts första gången natten mellan den 26 och 27 juli 1912 (avslutningskvällen för de Olympiska sommarspelen i Stockholm). Atterberg skrev senare i sina minnesanteckningar: 
"Jag sov oroligt och föga, ty det var något som störde mitt sinneslugn. Men, när natten var över, hade jag skelettet klart till handlingen i min opera Härvard Harpolekare... Jag ville skriva en opera, ej längre än en kantat, två akter med en paus emellan. Och så ville jag söka ordna så, att sångarna fick vokalt bäriga nummer att sjunga, när de hade något på hjärtat. Då det var något särskilt viktigt för handlingen, skulle det talas, fritt, till något liggande ackord... Operan skulle bli en frihetshymn, men det skulle vara en 'frihet under ansvar'!"
Atterberg visste redan innan han gav sig på arbetet med sin första fullbordade opera vilka svårigheter ett uppförande kunde manifestera. Det hade blivit helt klart efter alla intriger kring baletten Per Svinaherde. Vis av erfarenheten förvissade han sig i ett tidigt stadium genom kontakter med personalen på Kungliga Operan om att det fanns både dräkter och dekor som var användbara. Det var kristid under Första världskriget och han visste att man skulle kunna skylla på höga utstyrselkostnader. Handlingen var konstruerad så att den inte byggde på någon verklig historisk händelse eller person och kunde enligt tonsättare därför "förläggas var som helst i norra eller mellersta Europa vid en tidpunkt för konflikter mellan hedendom och kristendom". Förspelet blev klart den 5 juli 1917 och tre veckor senare var första akten klar i skiss. Under hösten tillkom stora delar av andra akten och den 25 oktober kunde dirigenten Georg Schnéevoigt framföra förspelet i Stockholm. Bara två veckor senare firade sångare John Forsell sin födelsedag med att sjunga dryckesvisan och balladen ur första akten. Atterberg skrev: "vilket gav mig en nyttig erfarenhet, så att jag instrumenterade om dryckesvisan."
I början av oktober 1918 erbjöds Kungliga Operan den nya operan. Tonsättarkollegan Ture Rangström var redan vidtalad att förse verket med tysk text; för detta hade han en glad kväll fått ett arvode på 222 222 kr, varvid en kopparslant huggits sönder för att åstadkomma de viktiga tiondels örena. Till regissör utsågs Harry Stangenberg och tidningarna fylldes med vänliga förhandsnotiser och Stockholms-Tidningen, där Atterberg medverkade som musikkritiker, införde en artikel med rubriken "Kurt Atterbergs Härvard Harpolekare: en apoteos av det fria hjältelivet i Norden", trots att tidningen var ganska förskräckt över att det tydligen var fråga om en riktig gammaldags och föråldrad vikingahistoria med alla dess tillbehör. Själv talade tonsättaren hellre om att operan var ett försvar av "nedärvd, levnadsglad hedendom mot utifrån införd livsförnekande kristendom". När även texten gick i arkaiserande stil, tyckte Stangeberg att åtminstone dekoren kunde moderniseras, något som Atterberg tyckte "såg krystat ut" och fördärvade all symbolik.
Den 29 september 1919 hade operan premiär – samma dag som den nya nöjesskatten infördes, påpekade Atterberg surt. Tonsättaren var nöjd med regin. Slagsmålsscenen i första och förföljelsescenen i andra akten var mycket effektiva. Conny Molin sjöng titelpartiet lysande men "av Ruth Althén hörde man nästa bara de noter, som låg över de fem linjerna". Verket blev knappast någon succé. Den korta operan visades sju gånger under oktober och återkom fem gånger under de följande åren.

### Härvards hemkomst
De två akterna kom med tiden att kännas otillräckliga. Atterberg hade önskat skriva en opera som inte var längre än ett normalt konsertprogram, men detta visade sig vara en felbedömning. Operahusen fann det ekonomiskt olönsamt att satsa på en så kort opera. Behovet av en tredje akt blev slutligen så starkt att han efter drygt 30 år äntligen skrev den. I tidskriften Musikrevy (1954) berättade han: "Själv har jag inget intryck av att det varit svårt att stilistiskt ansluta musiken i tredje akten till de båda föregående. I min symfoni nr 3 'Västkustbilder', och i Härvard hade jag fått den kontakt med det grepp på svensk folkmusikstil som jag sedan bibehållit... Likaväl hoppas jag, att musikstilen i tredje akten något skiljer sig från de första akterna, ty detta motiveras av handlingen."
Den tredje akten sändes i radio den 26 oktober 1952 och nya versionen hade premiär på Kungliga Operan den 4 april 1954. Atterberg skrev i sina minnesanteckningar:
"Så drog det ihop sig till något annat: svensk premiär (3/4-54) på den treaktiga Härvards hemkomst. Nu var det Aase Nordmo Løvberg, som sjöng Härdis, men liksom vid radioutsändningen två år tidigare med Kerstin Meyer som den sköna styvmodern Gerd och Erik Sundquist som Härvard. Herbert Sandberg dirigerade. Jag förstod snart, att det skulle bli en fin föreställning, ty även Hovkapellet hade uppgifter som fröjdade dem – enligt vad jag erfor – regin och dekoren av Bengt Peterson resp. Birger Bergling artade sig bra, och som Tord Lagman (i de två första akterna) hörde man den vidunderlige basen Leon Björker... Av recensionerna har jag bara läst den som stod i ST, och där skrev Ingemar Liljefors, att Kerstin Meyer: "...gestaltar den åtråfyllda stymodern med en nästan kuslig inlevelse".... "Emellertid inställdes den andra föreställningen tisdagen den 6/4 på grund av publikbrist, något som blev till stor glädje för 'diverse personer'. Trots att abonnemangsföreställningen den 12/4 blev en publikframgång, kom den 'ideellt inriktade' bildtidningen Se så sent som den 23-29 april 1954 med tre sidor bilder, intervjuer mm, ty något så njutbart som ett svenskt operafiasko kunde väl inte lämnas outnyttjat som spaltfyllnad och skadeglädjestimulans. Det ideellt inställda ögonvittnet Yngve Flyckt undrade i Se om orsaken till att operan kom upp skulle vara, att jag 'som kritiker ett par år har dreglat hänryckning över varenda prestation på Operan – även de mest misslyckade."
Atterberg ville snarare se operans fiasko som ett resultat av Operans dåliga planering att påsken kom strax därpå och hindrade att premiärens succé lockade nya publikskaror. En ung musikgeneration var på frammarsch och Atterbergs generation kom att bli sinnebilden för allt som var omodernt och förkastligt. Men dessutom var den här tiden en svår period för operan som konstform. Det dröjde inte så många år innan Operan fick ställa in föreställningar av Karl-Birger Blomdahls opera Aniara därför att publiken inte kom.

## Analys
Operan kan efter smärre justeringar fås att passa in i vidare sammanhang, men så som den är skriven är det en vikingaopera som passar in i linjen med Andreas Halléns Harald Viking (1881) och Wilhelm Peterson-Bergers Arnljot (1910). Texten är på allittererad vers och förebilder som Richard Wagner, Friedrich Nietzsche och Viktor Rydberg är lätta att känna igen. För det mesta är det också fråga om talsång i Wagners anda. Att det verkligen är svensk historia det slutligen och sist handlar om framgår av ett annat Atterbergcitat: "Intet skede i vår historia ropar så efter märgfull musik som den svenska vikingatiden." Kritikern Felix Saul skrev i Dagens Nyheter efter premiären och mottog honom "som en kärnfull svensk, i sitt konstnärslynne i lika mån påverkad av granitklippornas stadighet som av aftonhimlarnas veka drömmeri". Någon i modern mening historisk riktig bild av vikingatiden får man inte, men det är också de inre personliga skeendena som är viktigast. Hjältens namn skiljer sig också kraftigt från andra vikingahjältar — Harpolekare tyder på ett vekare sinnelag än vanligt.

## Personer
| Roller                                     | Röstäge     | Rollbesättning vid premiären 29 september 1919 (Dirigent: Armas Järnefelt) | Rollbesättning reviderad version 4 april 1954 (Dirigent: Herbert Sandberg) |
| ------------------------------------------ | ----------- | -------------------------------------------------------------------------- | -------------------------------------------------------------------------- |
| Tord Lagman                                | Bas         | Gustaf Sjöberg                                                             | Leon Björker                                                               |
| Gerd, hans hustru                          | Mezzosopran | Signe Schillander                                                          | Kerstin Meyer                                                              |
| Härdis, hans dotter i ett föregående gifte | Sopran      | Ruth Althén                                                                | Aase Nordmo Løvberg                                                        |
| Ulf, hans tjänare                          | Basbaryton  | Hjalmar Simonsson                                                          | Erik Sædén                                                                 |
| Biskop Martin                              | Baryton     | Josef Herou                                                                | Sven Nilsson                                                               |
| Orm, hövitsman för biskopens knektar       | Baryton     | Emile Stiebel                                                              | Arne Wirén                                                                 |
| Förste knekten                             | Baryton     | Sven Herdenberg                                                            | Lennart Carlén                                                             |
| Andre knekten                              |             | Bror Arrhenius                                                             |                                                                            |
| Förste munken                              | Tenor       | Henning Malm                                                               | Tore Persson                                                               |
| Andre munken                               |             | Fredric Ericson                                                            | Sven Wallskog                                                              |

## Handling
Akt 1
Härvard har varit ute på en längre vikingafärd och kommer vid operans början hem för att finna att hans ungdoms älskade Härdis fallt offer för den i hans ögon nya irrläran. Hon ska just vigas till nunna och den högtidliga processionen skrider fram mot kyrkan. Härvard blir utom sig av vrede men hindras av Orm Hövitsman och några munkar att ta sig in i kyrkan för att störa ritualerna. Uppträdet får en katastrofal upplösning. Härvard dödar en munk, tillfångtages och fängslas för att torteras. Men för att om möjligt omvända  honom och få honom på bättre tankar får Härdis vara hos honom i fängelset. Trots hennes bevekelser kan han varken känna skuld eller förstå att han begått en synd. Han sjunger bara om sin djupa kärlek till Härdis.
Akt 2
Härvards män har under tiden samlat sig till motattack. Man hör hornsignaler – tecknet på att de kommer för att befria honom. Han lyckas övertala Härdis att fly med honom och i samma ögonblick som fångvaktaren kommer för att hämta honom svingar de sig ut genom torngluggen med hjälp av repen på tortyrredskapen.
Akt 3: Härvards hemkomst
När ridån går upp på nytt har det gått några år. I ett brett upplagt, och ofta separat framfört Förspel skildras Härvards kringflackande liv som handelsman. I fjärden ligger vikingaskeppen och framför stugan sitter Härdis och vaggar sitt barn. De våldsamma omställningarna i tiden får sin motsvarighet också på det personliga planet. Härdis dödas och Härvard tvingas åter ut i en osäker värld.